# ألان كروس
ألان كروس هو مؤرخ موسيقى ‏ وكاتب كندي، ولد في 6 أبريل 1962 في مانيتوبا في كندا.

## وصلات خارجية
- ألان كروس على موقع IMDb (الإنجليزية)
- ألان كروس على موقع ميوزك برينز (الإنجليزية)
- ألان كروس على موقع ديسكوغز (الإنجليزية)